# (25149) 1998 SM49
(25149) 1998 SM49 est un astéroïde de la ceinture principale d'astéroïdes découvert en 1998.

## Description
(25149) 1998 SM49 a été découvert le 22 septembre 1998 à l'observatoire astronomique de Bergisch Gladbach en Allemagne par Wolf Bickel.

### Caractéristiques orbitales
L'orbite de cet astéroïde est caractérisée par un demi-grand axe de 3,16 UA, un périhélie de 2,42 UA, une excentricité de 0,23 et une inclinaison de 0,43° par rapport à l'écliptique. Du fait de ces caractéristiques, à savoir un demi-grand axe compris entre 2 et 3,2 UA et un périhélie supérieur à 1,666 UA, il est classé, selon la JPL Small-Body Database, comme objet de la ceinture principale d'astéroïdes.

### Caractéristiques physiques
(25149) 1998 SM49 a une magnitude absolue (H) de 14,9 et un albédo estimé à 0,146.